# L'home més enfadat de Brooklyn
L'home més enfadat de Brooklyn (títol original: The Angriest Man in Brooklyn) és una pel·lícula del 2014 dirigida per Phil Alden Robinson. És protagonitzada per Robin Williams, Mila Kunis, Peter Dinklage i Melissa Leo. Està doblada al català.
És una nova versió de la pel·lícula d'Israel, de 1997, The 92 Minutes of Mr. Baum, escrita i dirigida per Assí Dayyan. La pel·lícula va tenir una estrena limitada i es va presentar en DVD el 23 de maig de 2014.

## Argument
La doctora Sharon Gill, que fa una substitució, li comunica per error al pacient Henry Altmann que li queden només 90 minuts de vida. La metge tracta de localitzar desesperadament aquest home, que s'ha llançat en una absurda aventura per la ciutat en la qual tractarà d'esmenar tots els errors que ha comès en la seva vida.

## Repartiment
- Robin Williams com a Henry Altmann
- Mila Kunis com a Sharon Gill
- Melissa Leo com a Bette Altmann
- Peter Dinklage com a Aaron Altmann
- James Earl Jones com a Ruben
- Hamish Linklater com a Tommy Altmann
- Sutton Foster com a Adela
- Richard Kind com a Bix Field
- Daniel Raymont com a Ulugbek
- Chris Gethard com el Dr. Jordan Reed
- Jerry Adler com a Cooper
- Bob Dishy com a Frank
- Isiah Whitlock, Jr. com a Yates
- Da'Vine Joy Randolph com a la infermera Rowan
- Jeremie Harris com a Leon
- Lee Garlington com a Gummy
- Roy Milton Davis com a Buster
- Olga Merediz com a Jane
- Hank Chen com a Damien
- Rock Kohli com a Gurjot
- Kirk Taylor com a Policía

## Recepció
Va rebre crítiques negatives. Rotten Tomatoes dona a la pel·lícula una puntuació del 10%, basada en ressenyes de trenta crítics, amb una qualificació mitjana de 3,5/10. Metacritic va calcular una puntuació de 21/100, sobre la base de 13 ressenyes, la qual cosa indica, generalment, comentaris desfavorables.